# Cardiff
Caerdydd
Pour les articles homonymes, voir Cardiff (homonymie).
Cardiff (prononcé /ˈkɑːrdɪf/ en anglais), ou Caerdydd (prononcé /kairˈdiːð/ et /kaːɨrˈdɨːð/ en gallois), officiellement la cité et comté de Cardiff (City and County of Cardiff en anglais) et de Caerdydd (Dinas a Sir Caerdydd en gallois) est une zone principale du pays de Galles, au Royaume-Uni.
Située dans le sud-est du pays de Galles, elle constitue la capitale de la nation constitutive depuis 1955. Avec ses 346 000 habitants, Cardiff est la douzième cité du Royaume-Uni selon le recensement de 2011. Son agglomération (en), qui s’étend de la ville de Cardiff à celles de Caerphilly (Caerphilly), Pontypridd (Rhondda Cynon Taf) et Penarth (Vale), comprend environ 447 000 habitants sur une superficie totale de 102,34 km2.
Initialement administrée par un conseil de borough de comté à partir de 1889, elle obtient le statut de cité en 1905, modifiant l’assemblée en conseil de cité à partir de cette année. Depuis la réforme du gouvernement local de 1996, son territoire est une zone principale prenant la forme d’un comté avec, comme autorité responsable, le conseil de Cardiff. Celui-ci est dirigé par le travailliste Huw Thomas (en) à partir de 2017.
Chef-lieu du comté historique du Glamorgan jusqu’en 1974, Cardiff abrite — de la dissolution de ce dernier à 1996 — les institutions du comté du South Glamorgan et, de façon extraterritoriale, celles du Mid Glamorgan. En outre, la cité accueille l’assemblée dévolue au pays de Galles, qui siège dans la baie de Cardiff à partir de 1999, d’abord à Crickhowell House puis au Senedd. Le gouvernement, qui admet pourtant des bureaux dans l’enceinte du Parlement gallois, occupe des bâtiments dans le Centre-Ville.

## Étymologie
Le nom de la ville est une anglicisation du gallois Caerdydd, signifiant « fort sur la Taf », de caer, « fort ». Le nom de la rivière Taf présente une mutation consonantique du /t/ en /d/, ainsi qu'un changement vocalique qui reflète une ancienne forme génitive.

## Histoire

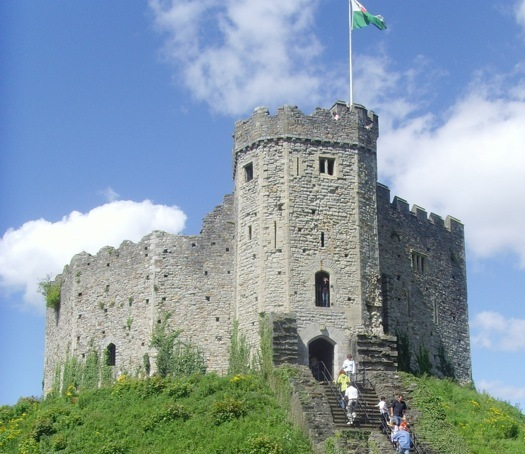
Le château normand.

Fondée par les Romains, la ville s'est développée à partir du fort romain qui gardait le passage du Taf entre Caerleon et Carmarthen. Le château normand est aujourd’hui toujours au centre de la ville.
Jusqu'aux années 1800, Cardiff est une petite ville. Elle prend soudainement de l’importance grâce à la découverte de charbon dans sa région au début du XIXe siècle. Le port se met alors à grandir, assurant l’exportation de la matière première. C’est le marquis de Bute, un riche propriétaire, qui finance le développement des docks. Au début du XXe siècle, Cardiff est le principal port charbonnier du monde.
De magnifiques bâtiments municipaux sont construits grâce aux richesses de l’industrie charbonnière, tels que la mairie, le musée national de Cardiff (musée national du pays de Galles) et l'université de Cardiff.
Le statut de capitale du Pays de Galles est officiellement conféré à la ville le 20 décembre 1955.
Après la Seconde Guerre mondiale, l'industrie de la cité commence à décliner. Cette dernière entame alors une période difficile. Dans les années 1980, Cardiff est un port pauvre et déclinant, sans rôle bien défini. Pour améliorer la situation, le gouvernement conservateur de Londres crée une Agence pour le développement de la baie de Cardiff (en anglais, Cardiff Bay Development Corporation et en gallois, Corfforaeth Datblygu Bae Caerdydd). Celle-ci réhabilite les environs des docks et fait construire un barrage créant une grande baie destinée aux activités de loisirs.

## Population

### Évolution démographie
Depuis 1857, l'évolution démographique de Cardiff a été (en milliers d’habitants) :
| 1801  | 1851   | 1861   | 1871   | 1881   | 1891    | 1901    |
| ----- | ------ | ------ | ------ | ------ | ------- | ------- |
| 6 342 | 26 630 | 48 965 | 71 301 | 93 637 | 142 114 | 172 629 |

| 1911    | 1921    | 1931    | 1941    | 1951    | 1961    | 1971    |
| ------- | ------- | ------- | ------- | ------- | ------- | ------- |
| 209 804 | 227 753 | 247 270 | 257 112 | 267 356 | 278 552 | 290 227 |

| 1981    | 1991    | 2001    | 2011    | 2021    | - | - |
| ------- | ------- | ------- | ------- | ------- | - | - |
| 274 500 | 272 557 | 292 150 | 346 100 | 362 400 | - | - |

| Histogramme de l'évolution démographique de Cardiff |         |
| \| 1801 \| 6 342 \| \| 1851 \| 26 630 \| \| 1861 \| 48 965 \| \| 1871 \| 71 301 \| \| 1881 \| 93 637 \| \| 1891 \| 142 114 \| \| 1901 \| 172 629 \| \| 1911 \| 209 804 \| \| 1921 \| 227 753 \| \| 1931 \| 247 270 \| \| 1941 \| 257 112 \| \| 1951 \| 267 356 \| \| 1961 \| 278 552 \| \| 1971 \| 290 227 \| \| 1981 \| 274 500 \| \| 1991 \| 272 557 \| \| 2001 \| 292 150 \| \| 2011 \| 346 100 \| \| 2021 \| 362 400 \| |         |
| 1801 | 6 342   |
| 1851 | 26 630  |
| 1861 | 48 965  |
| 1871 | 71 301  |
| 1881 | 93 637  |
| 1891 | 142 114 |
| 1901 | 172 629 |
| 1911 | 209 804 |
| 1921 | 227 753 |
| 1931 | 247 270 |
| 1941 | 257 112 |
| 1951 | 267 356 |
| 1961 | 278 552 |
| 1971 | 290 227 |
| 1981 | 274 500 |
| 1991 | 272 557 |
| 2001 | 292 150 |
| 2011 | 346 100 |
| 2021 | 362 400 |

### Religion
| Religion              | 2001    | 2001  | 2011    | 2011  | 2021    | 2021  |
| Religion              | Nombre  | %     | Nombre  | %     | Nombre  | %     |
| --------------------- | ------- | ----- | ------- | ----- | ------- | ----- |
| Athées                | 57 440  | 18.8  | 109 960 | 31.8  | 155 589 | 42.9  |
| Chrétiens             | 204 359 | 66.9  | 177 743 | 51.4  | 138 885 | 38.3  |
| Musulmans             | 11 261  | 3.7   | 23 656  | 6.8   | 33 650  | 9.3   |
| Hindou                | 2 392   | 0.8   | 4 736   | 1.4   | 5 434   | 1.5   |
| Bouddhistes           | 1 004   | 0.3   | 1 690   | 0.5   | 1 630   | 0.4   |
| Sikhs                 | 928     | 0.3   | 1 317   | 0.4   | 1 517   | 0.4   |
| Juifs                 | 941     | 0.3   | 802     | 0.2   | 690     | 0.2   |
| Autres religions      | 760     | 0.2   | 1 406   | 0.4   | 2 028   | 0.6   |
| Religion non déclarée | 26 268  | 8.6   | 24 780  | 7.2   | 22 888  | 6.3   |
| Total                 | 305 353 | 100.0 | 346 090 | 100.0 | 362 400 | 100.0 |

## Aujourd'hui

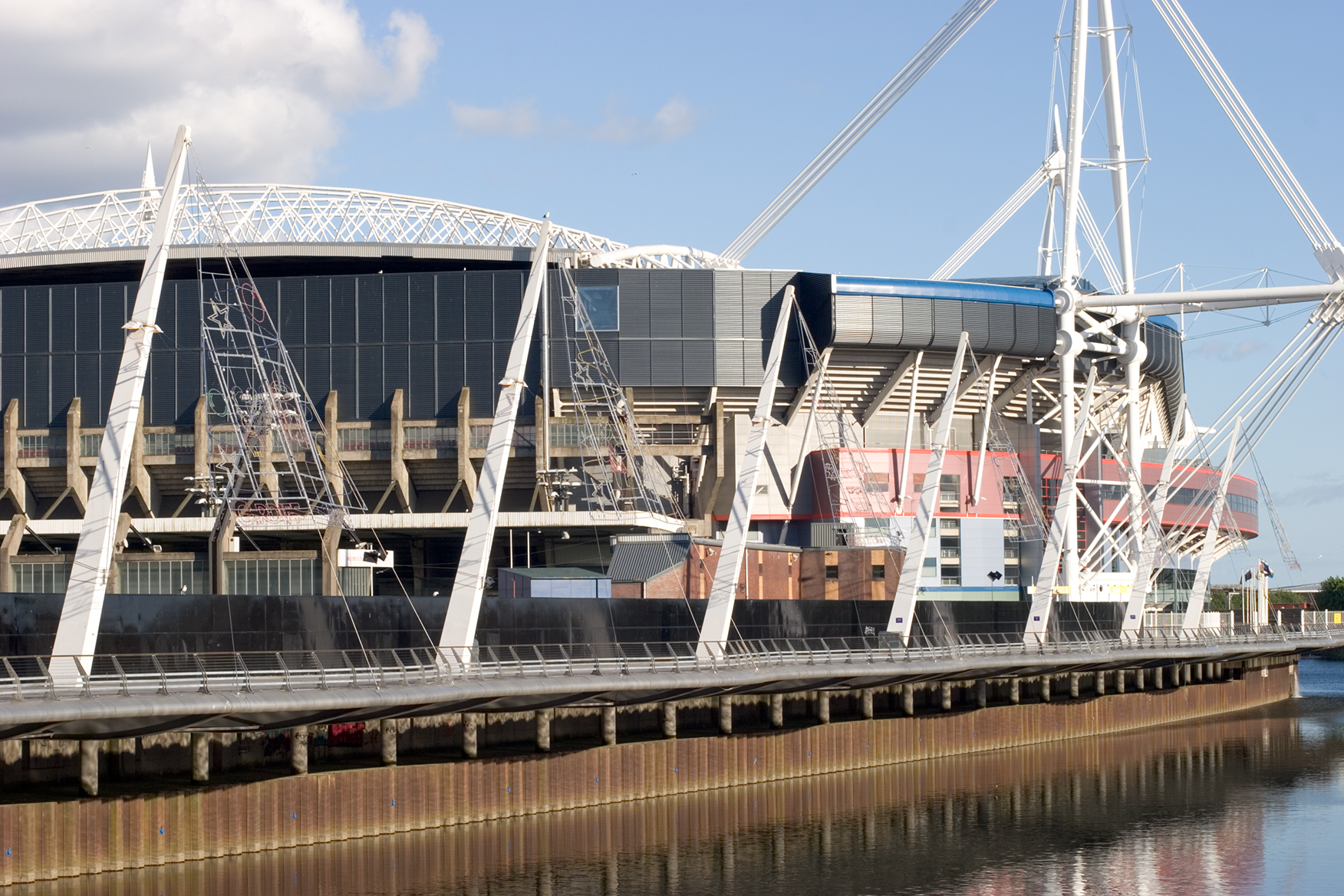
Le Millennium Stadium.

Cardiff est considéré comme le centre administratif, commercial et culturel du pays de Galles.
Depuis 1999, le Parlement gallois (en gallois : Senedd Cymru, et en anglais : Welsh Parliament) bénéficie d'un nouveau bâtiment parlementaire dans la baie de Cardiff, conçu par Richard Rogers, l'architecte du Centre Georges-Pompidou à Paris.
En 1999, la ville accueille la Coupe du monde de rugby à XV, dans son nouveau stade, le Millennium Stadium. Pour celle de 2007, elle accueille le quart de finale opposant l'équipe néo-zélandaise des All Blacks à l'équipe de France. La France gagne 20 à 18. La Nouvelle-Zélande est éliminée.
Monsanto, entreprise spécialisée dans les biotechnologies végétales, possédait un centre de production de PCB à Newport, dans le sud du pays de Galles. The Guardian a révélé en 2007 que la firme avait payé des entrepreneurs pour enfouir des centaines de tonnes de déchets hautement toxiques en PCB sur le site de Groes-faen (en), à proximité de Cardiff, en toute connaissance des risques de contamination pour l’environnement et les habitants proches de la zone jusqu’en 1977. Plus d’une décennie après, il a été établi que la contamination des populations et de l’environnement par le PCB ne faisait aucun doute.

## Éducation
L'université de Cardiff est la plus importante du pays de Galles. La ville possède également une université métropolitaine qui fait partie de l'université du pays de Galles.
Le Musée national de Cardiff (National Museum Cardiff, en gallois : Amgueddfa Genedlaethol Caerdydd) fait partie du Musée national du pays de Galles.

## Transports

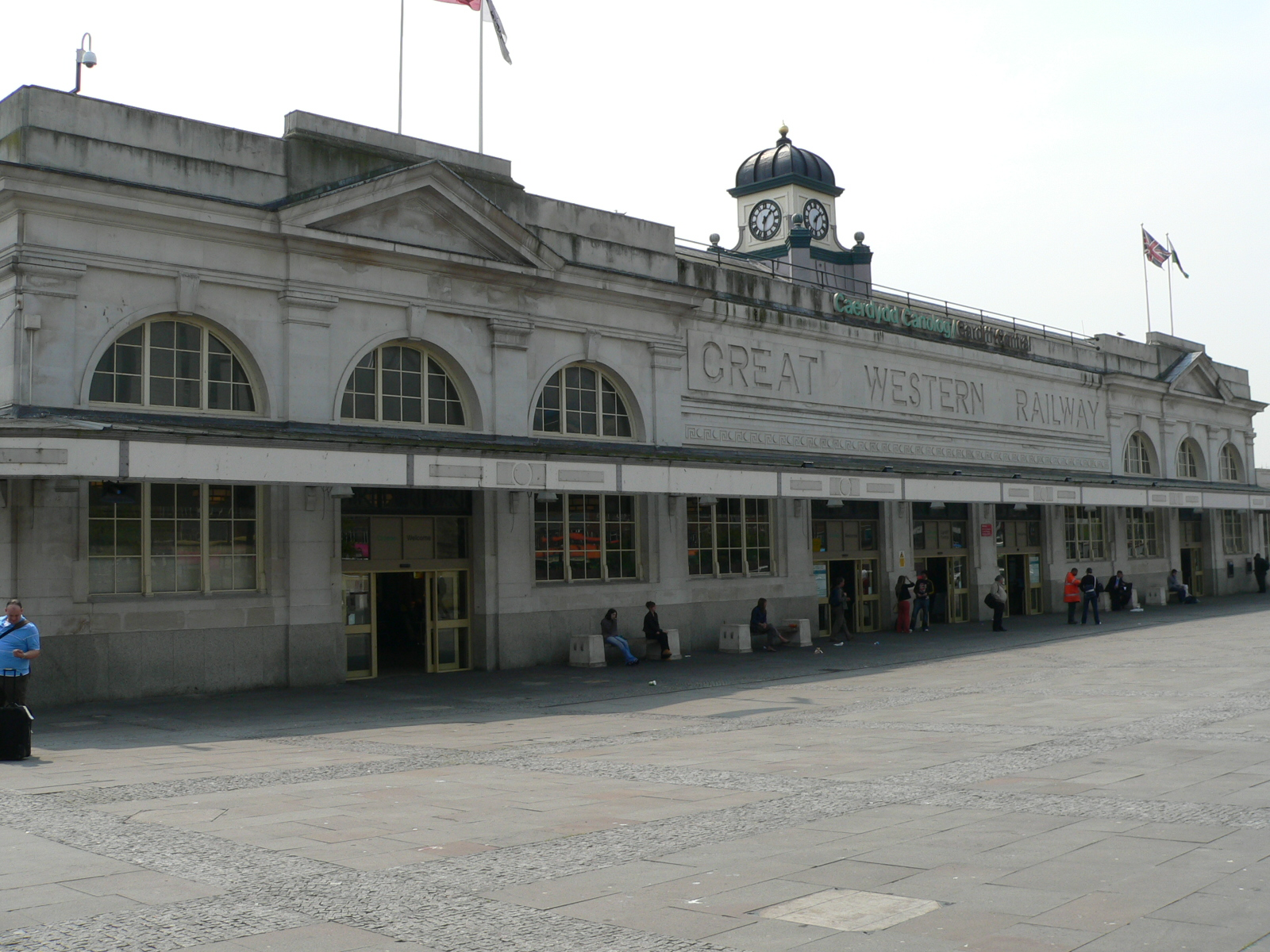
La gare principale de Cardiff.

Cardiff se trouve près des sorties 29-34 de l'autoroute M4 (Londres-Bristol-Newport-Cardiff-Llanelli). La route nationale A470 relie la ville au nord du pays, et la A48 à l'est et à l'ouest.
La gare principale (Cardiff Central, Caerdydd Canolog) se trouve au centre-ville non loin du Millennium Stadium. Cardiff est au cœur d'un réseau ferroviaire urbain. Il y a 20 gares dans la ville.
La gare routière principale se situe en face de la gare Cardiff Central. Beaucoup d'autobus desservent la banlieue de Cardiff et les villes environnantes ainsi que d'autres villes britanniques.
Cardiff possède un aéroport international situé à Rhoose (code AITA : CWL).

## Doctor Who
Doctor Who, série créée par Sydney Newman en 1963 et qui est depuis diffusée par la BBC One à Cardiff, où de nombreux épisodes sont tournés encore aujourd'hui. Une série dérivée de Doctor Who est principalement tournée à Cardiff et s'appelle Torchwood. Cette série dérivée a été arrêtée.
Cardiff abritait également le Doctor Who Experience, musée consacré à la série, fermé en septembre 2017.

## Jumelages
| Ville | Ville      | Pays | Pays      | Période     |
| ----- | ---------- | ---- | --------- | ----------- |
|       | Bari       |      | Italie    |             |
|       | Hordaland  |      | Norvège   | depuis 1996 |
|       | Louhansk,  |      | Ukraine   | depuis 1959 |
|       | Nantes     |      | France    | depuis 1963 |
|       | Pernik     |      | Bulgarie  |             |
|       | Stuttgart, |      | Allemagne | depuis 1955 |
|       | Vigevano   |      | Italie    |             |
|       | Xiamen     |      | Chine     | depuis 1983 |

## Personnalités liées à la ville
- Henry Morgan (1635-1688), célèbre flibustier.
- Edgeworth David (1858-1934), géologue et explorateur australien.
- Josey Pillon (1876-1956), peintre française.
- Paul Radmilovic (1886-1968), nageur et joueur de water-polo gallois.
- Archibald Dickson (1892-1939), capitaine du Stanbrook, héros de la guerre d'Espagne et de la Seconde Guerre mondiale.
- Roald Dahl (1916-1990), écrivain gallois.
- Margaret Courtenay (1923-1996), actrice et chanteuse galloise.
- Bernice Rubens (1924-2004), romancière galloise.
- Michael Baxandall (1933-2008), historien de l'art américain.
- Shirley Bassey (1937-), chanteuse britannique.
- David Broome (1940-), cavalier de saut d'obstacles britannique.
- Brian David Josephson (1940-), physicien britannique, prix Nobel de physique.
- Sir Martin Evans (1941-), généticien, prix Nobel de médecine (2007)
- Ken Follett (1949-), écrivain gallois.
- Trezza Azzopardi (1961-), écrivaine galloise.
- Ian Barker (1966-2016), skipper britannique.
- Colin Jackson (1967-), athlète britannique spécialiste du 110 mètres haies.
- Ryan Giggs (1973-), footballeur gallois.
- Ioan Gruffudd (1973-), acteur britannique.
- Matthew Rhys (1974-), acteur gallois.
- Tom Ellis (1978-), acteur britannique.
- Craig Bellamy (1979-), footballeur gallois.
- Ruth Hunt (1980-), personnalité politique galloise.
- Gareth Bonello (1981-), auteur-compositeur-interprète de folk gallois.
- Tom James (1984-), rameur gallois.
- Perdita Weeks (1985-), actrice galloise.
- David Davies (1985-), nageur britannique.
- Geraint Thomas (1986-), cycliste britannique.
- Hannah Mills (1988-), skippeuse britannique.
- Gareth Bale (1989-), footballeur gallois.

### Sources
1. ↑  « Cardiff Built-up area: Local Area Report », sur le site de Nominis (données du recensement de 2011) [lire en ligne].